# Requiem (Dvořák)
Requiem b-moll Antonína Dvořáka, op. 89 - msza żałobna przeznaczona dla chóru, solistów i orkiestry. Utwór powstał w roku 1890 i stanowi swoistą refleksję na temat ludzkiej egzystencji.

## Budowa utworu
- Część 1:
  - 1. Introitus: Requiem aeternam
  - 2. Graduale: Requiem aeternam
  - 3. Sequentia: Dies irae - Tuba mirum - Quid sum miser - Recordare, Jesu pie - Confutatis maledictis – Lacrimosa
- Część 2:
  - 4. Offertorium: Domine Jesu Christe – Hostias
  - 5. Sanctus - Pie Jesu
  - 6. Agnus Dei

Całość trwa około 95 minut.